# Aschères-le-Marché
Aschères-le-Marché ist eine französische Gemeinde mit 1.140 Einwohnern (Stand: 1. Januar 2022) im Département Loiret in der Region Centre-Val de Loire. Sie gehört zum Arrondissement Pithiviers und zum Kanton Pithiviers. Die Einwohner werden Aschèrois genannt.

## Geographie
Aschères-le-Marché liegt etwa 24 Kilometer nordnordöstlich von Orléans. Umgeben wird Aschères-le-Marché von den Nachbargemeinden Oison im Norden und Nordwesten, Bazoches-les-Gallerandes im Nordosten, Crottes-en-Pithiverais im Osten, Neuville-aux-Bois im Osten und Südosten, Villereau im Süden, Trinay im Südwesten sowie Ruan im Westen.

## Bevölkerungsentwicklung
| Jahr                       | 1962 | 1968 | 1975 | 1982 | 1990 | 1999 | 2006 | 2017 |
| Einwohner                  | 835  | 808  | 780  | 809  | 927  | 1050 | 1165 | 1145 |
| Quellen: Cassini und INSEE |      |      |      |      |      |      |      |      |

## Sehenswürdigkeiten

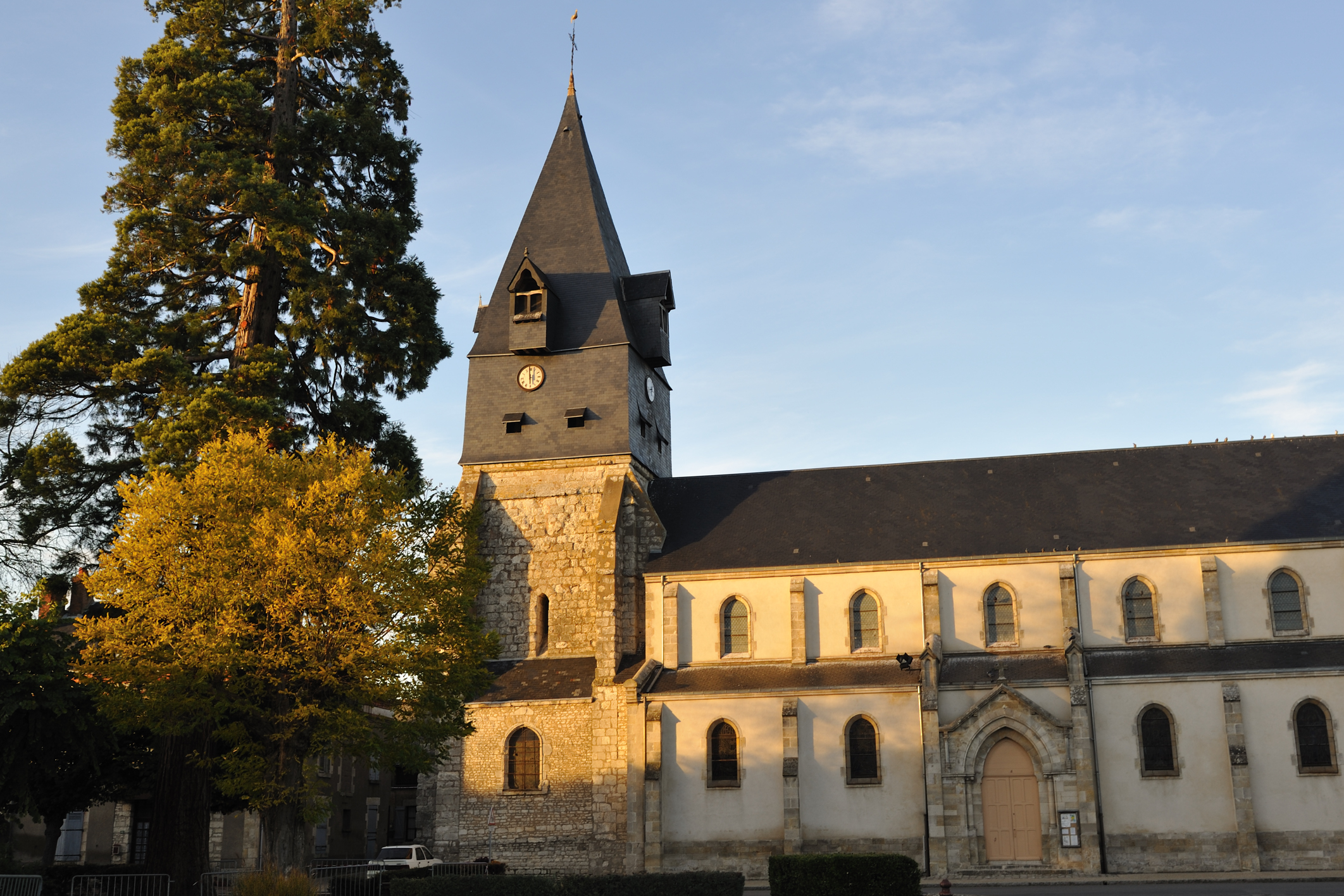
Kirche Notre-Dame

- Kirche Notre-Dame aus dem Jahre 1203, Monument historique seit 1928
- Schloss Ruogemont aus dem 13. Jahrhundert, Umbau zum Schloss im 17./18. Jahrhundert
- Markthalle aus dem 18. Jahrhundert, Monument historique seit 1987